# Ca l'Arenys
Ca l'Arenys és un edifici del municipi de l'Ametlla del Vallès (Vallès Oriental) inclòs en l'Inventari del Patrimoni Arquitectònic de Catalunya.

## Descripció
És una antiga masia amb una finestra de tipus conopial feta amb carreus. L'arc d'aquesta té traceria i a les impostes hi havia carotes; actualment tan sols es pot veure la de l'esquerra, l'altra està escapçada. Té un petit ampit de pedra.

## Història
El Mas Arenys era anomenat també Ca L'Arenys del Pont perquè estava prop del Torrent Arenys, on hi havia un pont amb una gran arcada. Aquest mas està documentat ja l'any 1375; es tracta d'un document parroquial on es troben altres 63 masos de l'Ametlla. Els noms dels masos s'han conservat amb poques variacions; per exemple el Mas Coromines és anomenat "Cononamina".